# Miara Jordana
Miara Jordana – formalizacja pojęcia rozmiaru, czyli np. długości, pola danej figury, objętości bryły. Nosi ona nazwisko francuskiego matematyka Camille’a Jordana, który wprowadził ją pod koniec dziewiętnastego wieku. Obecnie częściej stosuje się miarę Lebesgue’a będącą uogólnieniem miary Jordana na szerszą klasę zbiorów.

## Miara Jordana dla sum prostokątów

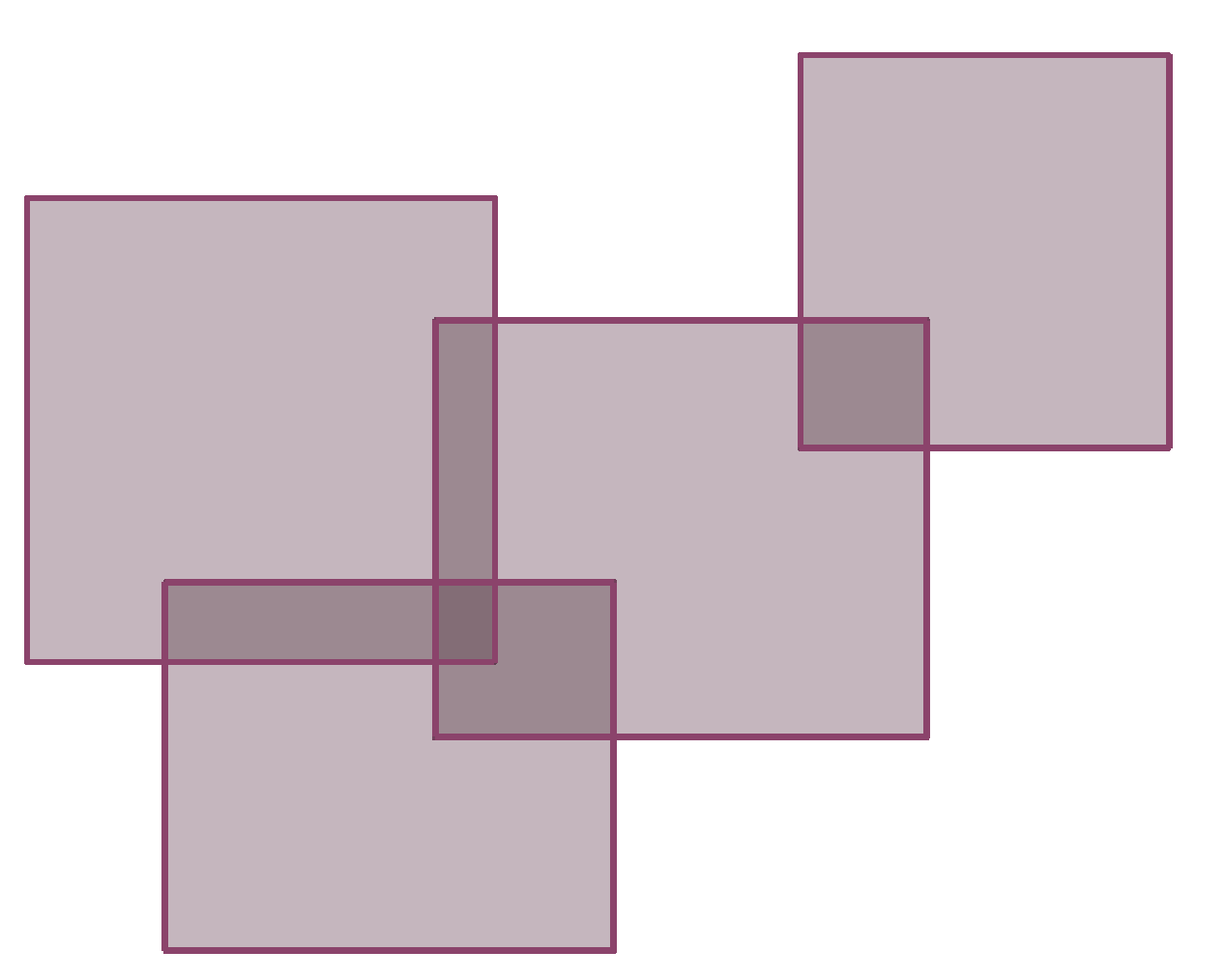
Suma (być może nakładających się) prostokątów

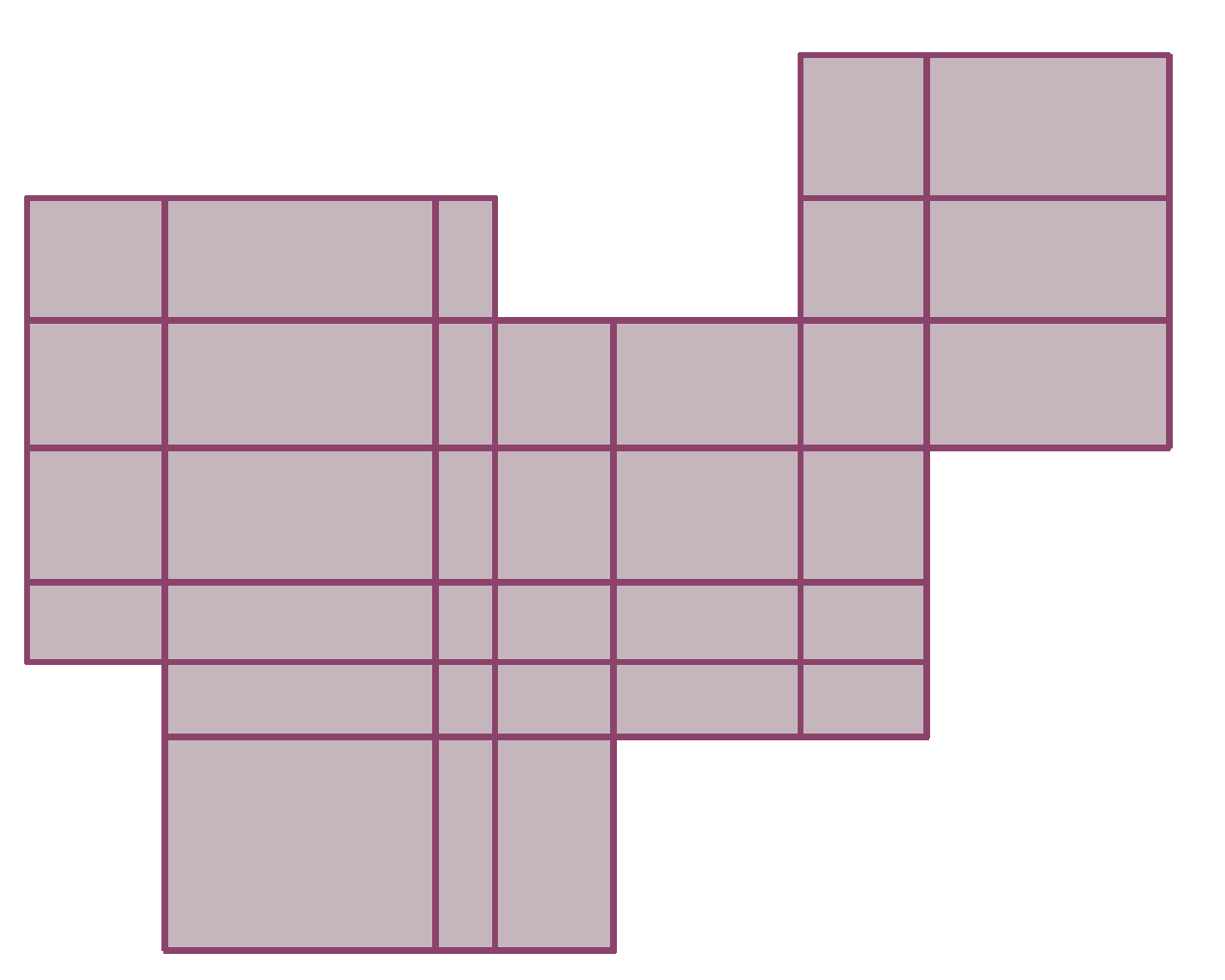
Rozkład powyższego zbioru na rozłączne prostokąty

Niech {\displaystyle \mathbb {R} ^{n}} będzie przestrzenią kartezjańską. Niech {\displaystyle C} oznacza iloczyn ograniczonych przedziałów
{\displaystyle C=[a_{1},b_{1})\times [a_{2},b_{2})\times \cdots \times [a_{n},b_{n}),}
które są domknięte z lewej i otwarte z prawej (przedziały półotwarte są wyborem technicznym; równie dobrze można użyć zbiorów domkniętych albo otwartych). Takie zbiory nazywać się będą n-wymiarowymi prostokątami lub po prostu prostokątami. Miarę Jordana takiego prostokąta definiuje się jako iloczyn długości przedziałów:
{\displaystyle m(C)=(b_{1}-a_{1})(b_{2}-a_{2})\cdots (b_{n}-a_{n}).}
Niech {\displaystyle S} będzie skończoną sumą prostokątów,
{\displaystyle S=C_{1}\cup C_{2}\cup \cdots \cup C_{k}}
dla dowolnego {\displaystyle k\geqslant 1.}
Nie można zdefiniować miary Jordana {\displaystyle S} po prostu jako sumy miar poszczególnych prostokątów, ponieważ może się zdarzyć, że prostokąty będą się na siebie istotnie nakładać. Każdy taki zbiór {\displaystyle S} może jednak być zapisany jako suma innej skończonej rodziny prostokątów, które są wzajemnie rozłączne, i można zdefiniować miarę Jordana {\displaystyle m(S)} jako sumę miar tych rozłącznych prostokątów. Można pokazać, że taka definicja miary Jordana zbioru {\displaystyle S} jest niezależna od reprezentacji {\displaystyle S} za pomocą skończonej sumy rozłącznych prostokątów. Właśnie w celu dekompozycji na rozłączne zbiory korzysta się z założenia, że prostokąty złożone są z półotwartych przedziałów.

## Rozszerzenie na inne zbiory

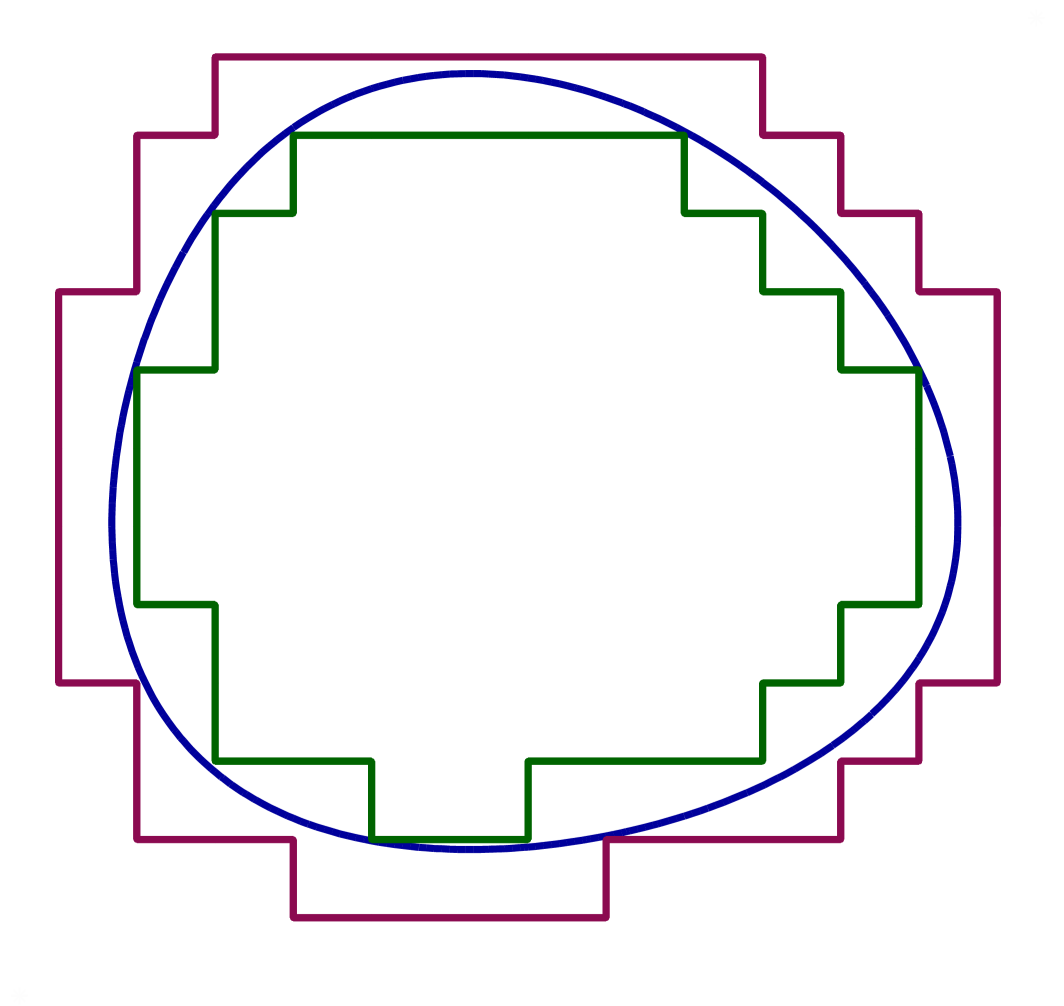
Zbiór (reprezentowany na rysunku przez obszar wewnątrz niebieskiej krzywej) jest mierzalny w sensie Jordana wtedy i tylko wtedy, jeśli może być dobrze przybliżony tak od wewnątrz, jak i od zewnątrz przez sumy prostokątów (ich brzegi oznaczone są odpowiednio ciemną zielenią i ciemnym różem).

Należy zauważyć, że zbiór niebędący iloczynem domkniętych przedziałów,
{\displaystyle [a_{1},b_{1}]\times [a_{2},b_{2}]\times \cdots \times [a_{n},b_{n}],}
nie jest mierzalny za pomocą podanego wcześniej algorytmu. Krokiem kluczowym jest zdefiniowanie zbioru ograniczonego jako mierzalnego w sensie Jordana, jeżeli może być „dobrze przybliżony” przez sumy (1), dokładnie tak jak funkcja jest całkowalna w sensie Riemanna, jeśli może być dobrze przybliżona przez funkcje kawałkami stałe.
Formalnie dla zbioru {\displaystyle B} określa się jego wewnętrzną miarę Jordana jako
{\displaystyle m_{*}(B)=\sup _{S\subset B}~m(S),}
a jego zewnętrzną miarę Jordana jako
{\displaystyle m^{*}(B)=\inf _{S\supset B}~m(S),}
gdzie kres dolny i górny brane są po sumach prostokątów {\displaystyle S.} Mówi się, że zbiór {\displaystyle B} jest mierzalny w sensie Jordana, jeśli miara wewnętrzna {\displaystyle B} jest równa mierze zewnętrznej. Wspólna wartość tych dwóch miar nazywana jest wtedy po prostu miarą Jordana zbioru {\displaystyle B.}
Okazuje się, że wszystkie prostokąty (z brzegiem lub bez), jak również wszystkie kule, sympleksy itd. są mierzalne w sensie Jordana. Również dla dwóch funkcji ciągłych zbiór punktów między wykresami tych funkcji jest mierzalny w sensie Jordana, o ile zbiór jest ograniczony i wspólna dziedzina tych funkcji jest mierzalna w sensie Jordana. Dowolna skończona suma lub iloczyn, jak również różnica dwóch zbiorów mierzalnych w sensie Jordana, są mierzalne (jest to miara skończenie addytywna). Można udowodnić, że zbiór ograniczony jest mierzalny w sensie Jordana wtedy i tylko wtedy, jeśli jego brzeg jest mierzalny w sensie Jordana i jest miary zero Jordana.

## Miara Lebesgue’a
Ostatnia wspomniana własność znacząco ogranicza typy zbiorów mierzalne w sensie Jordana. Przykładowo zbiór liczb wymiernych zawartych w przedziale {\displaystyle [0,1]} nie jest wtedy mierzalny w sensie Jordana, ponieważ jego brzegiem jest {\displaystyle [0,1],} który nie jest miary zero Jordana. Jednakże intuicyjnie zbiór liczb wymiernych jest „mały”, ponieważ jest przeliczalny i powinien mieć zerowy „rozmiar”. Jest to istotnie prawdą, ale tylko wtedy, jeśli miara Jordana zostanie zastąpiona miarą Lebesgue’a. Miara Lebesgue’a zbioru pokrywa się z jego miarą Jordana, o ile zbiór ma miarę Jordana. Jednak miara Lebesgue’a zdefiniowana jest dla o wiele szerszej klasy zbiorów, jak np. zbioru liczb wymiernych wspomnianego wcześniej, a także dla zbiorów, które mogą być nieograniczone lub fraktali. Miara Lebesgue’a, w przeciwieństwie do miary Jordana, również jest prawdziwą miarą, tzn. każda przeliczalna suma zbiorów mierzalnych w sensie Lebesgue’a jest mierzalna w sensie Lebesgue’a, co nie jest prawdą, jeżeli słowo „Lebesgue’a” zastąpi się przez „Jordana”.